# Warden Law
Warden Law – wieś w Anglii, w hrabstwie ceremonialnym Tyne and Wear, w dystrykcie metropolitalnym Sunderland. Leży 19 km na południowy wschód od centrum Newcastle i 381 km na północ od Londynu. Miejscowość liczy 33 mieszkańców.